# Асанга
Асанга, или още Арясанга, е изтъкнат Будистки учител – мислител, прочут с множество трудове, един от основателите на школата Йогачара и по-голям брат, или полубрат, на Васубандху.
Роден в страната Гандхара (вероятно в съвременен Афганистан или Пакистан) в браминско семейство. Първоначално се обучава в школата Муласарвастивада, но по-късно преминава към Махаяна и прекарва много години в медитация.
Традиционно се смята, че е поканен на небесата Тушита, за да получи учения от Буда Майтрея – бъдещия исторически Буда и по тази причина всичките му творби носят неговото име. Според други обаче негов учител е Майтрея Натха – будистки мислител, живял по това време.
Асанга е написал много съчинения, които са в основата на школата Йогачара:
- Йогачара-бхуми-шастра – разгърната трактовка на идеала за Бодхисатва;
- Махаяна-самграха – сборник Махаяна учения с обяснение на понятия като „натрупващо съзнание“ („алая виджняна“) и „Трите Буда Тела“ (или трите състояния на просветление, Трикая);
- Абхидхарма-самучая – „Извадки от Абхидхарма“, кратко изложение на основните понятия на Абхидхарма.